# Мириан I
Мириа́н I или Мирван (მირიანი) — третий по счёту царь Иберии из династии Фарнавазидов, который был усыновлён своим бездетным тестем, Саурмагом. Он известен исключительно из средневековых текстов, которые называют его «Небротиани» (народ Нимврода — вероятное обозначение персов). Мириану приписывалось укрепление Дарьяльского ущелья и подавление восстания горцев в Кахетии.